# Йоонас, Велли
Велли Йоонас (эст. Velly Joonas; род. 9 июня 1955 года, Кохтла-ярве) — эстонская музыкант, автор песен, художнца и поэтеса, бывшая участница любительских групп Vstretša и Pirita.

## Биография
Выросла в Тырве. Её мать умерла, когда она была совсем маленькой, провела несколько лет в детском доме, прежде чем её вернули отцу. Она окончила Тырвскую среднюю школу в 1973 году. После этого она училась в Эстонской филармонии в Таллинне и Государственном институте театрального искусства имени Луначарского (ГИТИС) в Москве. В юности её вдохновили стать музыкантом исполнители Георг Отс, Хели Ляэтс и Вольдемар Куслап.
Написала почти 300 песен и 30 сборников стихов, её картины выставлялись в художественной галерее. Две из её самых известных песен — «Stopp, seisku aeg»(Кавер на песню «I See Red» вокалистки группы ABBA Анни-Фрид Лингстад) и «Käes on aeg» (кавер-версия песни Feel Like Makin' Love Роберты Флэк),

Она характерезует эти песни
Первая из которых «не её любимая», а вторая ей «больше по вкусу». 
 В настоящее время она проживает в Вахенурме и работает учителем в детском саду-начальной школе Вахенурме. Она презентовала свои картины маслом на нескольких площадках в Эстонии.